# Chorebus spatulatus
Chorebus spatulatus är en stekelart som först beskrevs av Léon Abel Provancher 1886.  Chorebus spatulatus ingår i släktet Chorebus och familjen bracksteklar. Inga underarter finns listade i Catalogue of Life.